# Hans Kennel
Hans Kennel (* 20. April 1939 in Schwyz; † 14. Mai 2021 in Zug) war ein Schweizer Jazzmusiker (Trompete, Flügelhorn, Alphorn).

## Leben und Wirken
Kennel lernte in einer Jugendmusikgruppe Trompete und studierte anschliessend an den Konservatorien in Freiburg im Üechtland und Zürich. Bereits in dieser Zeit trat er mit der Band von Bruno Spoerri, aber auch mit Oscar Pettiford auf. Anfang der 1960er galt er als der führende Hardbop-Trompeter der Schweiz und arbeitete europaweit; zwischen 1962 und 1969 trat er mit Kenny Clarke, Mal Waldron, Albert Mangelsdorff, Waldi Heidepriem, Abdullah Ibrahim, George Gruntz, Remo Rau, Irène Schweizer, Alex Bally und Pierre Favre auf. Dann gründete er mit Spoerri die «Jazz Rock Experience».
Nach einer Unterbrechung spielte er Mitte der 1970er Jahre mit Paul Haag, Klaus Koenig und Peter Schmidlin in der Fusionjazz-Gruppe «MAGOG», mit der er auf internationalen Festivals auftrat. Ab 1977 leitete er die Gruppe «Jazz Community»; 1982 gründete er mit Jürg Solothurnmann die «Alpine Jazz Herd». Anschliessend arbeitete er mit Urs Blöchlinger und Carla Bley, bevor er die Ethno-Jazz-Band «Habarigani» gründete, mit der er zwischen 1987 und 1996 (auch in den USA) auftrat und mehrere Platten einspielte. Daneben spielte er seit 1990 in seinem Alphornquartett «Mytha», das auch mit der Sängerin Betty Legler auftrat. Seit 1992 arbeitete er in verschiedenen Projekten mit Steve Lacy. Sein Septett «Alpine Experience», das an das Konzept der «Alpine Jazz Herd» anknüpfte, gastierte 1999 auf dem Jazz Festival Montreux. Kennel trat auch mit Glenn Ferris, Art Lande, John Tchicai, Mathias Rüegg, Hans Koch, John Wolf Brennan oder Wolfgang Muthspiel auf.
Daneben schrieb Kennel auch Filmmusik (etwa für Dokumentarfilme von Erich Langjahr) und Chormusik. 1998 wurde er für seine «pionierhafte und engagierte Auseinandersetzung mit Elementen alpiner Musik in den Grenzbereichen von Volksmusik, Jazz und Klassik» mit dem Innerschweizer Kulturpreis geehrt.

## Filmografie (Auswahl)
- 1973: Bruce Lacey
- 1973: British Landing on the Moon
- 2002: Hirtenreise ins dritte Jahrtausend
- 2003: Das Alphorn
- 2006: Das Erbe der Bergler
- 2012: Mein erster Berg, ein Rigi Film

## Diskographische Hinweise
- Mytha: Horns 2 (HatHut, 1995)
- Habarigani Brass2 (HatHut, 1995)
- Stella (TCB, 1997)
- Alpine Experience (TCB, 1998)
- John Wolf Brennan / Hans Kennel: Pipelines (Leo Records, 1999)
- Hans Kennel, Marc Unternährer, John Wolf Brennan: Pipelines – Live at Lucerne Festival Sommer 2001 (Creative Works, 2006)
- Mytha New Edition  (TCB Records, 2008)
- Hans Kennel & Bruno Spoerri: Dusty Vibes (1963–1967, Sonorama, ed. 2011)
- Wood&Brass (TCB Records, 2017)

## Lexigraphischer Eintrag
- Bruno Spoerri (Hrsg.): Biografisches Lexikon des Schweizer Jazz. CD-Beilage zu: Bruno Spoerri (Hrsg.): Jazz in der Schweiz. Geschichte und Geschichten. Chronos-Verlag, Zürich 2005, ISBN 3-0340-0739-6.
- Martin Kunzler: Jazz-Lexikon. Band 1: A–L (= rororo-Sachbuch. Band 16512). 2. Auflage. Rowohlt, Reinbek bei Hamburg 2004, ISBN 3-499-16512-0.